# Penza Cup 2009
Il Penza Cup 2009 è un torneo professionistico di tennis maschile giocato sul cemento, che faceva parte dell'ATP Challenger Tour 2009. Si è giocato a Penza in Russia dal 20 al 26 luglio 2009.

## Partecipanti

### Teste di serie
| Nazionalità | Giocatore              | Ranking* | Testa di serie |
| ----------- | ---------------------- | -------- | -------------- |
| Russia      | Michail Elgin          | 132      | 1              |
| Kazakistan  | Michail Kukuškin       | 174      | 2              |
| Ucraina     | Serhij Bubka           | 197      | 3              |
| Russia      | Aleksandr Kudrjavcev   | 202      | 4              |
| Ucraina     | Illja Marčenko         | 242      | 5              |
| Lettonia    | Deniss Pavlovs         | 271      | 6              |
| Spagna      | Iñigo Cervantes-Huegun | 275      | 7              |
| Paesi Bassi | Matwé Middelkoop       | 279      | 8              |

- Ranking al 13 luglio 2009.

### Altri partecipanti
Giocatori che hanno ricevuto una wild card:
- Nikoloz Basilašvili
- Mikhail Biryukov
- Vladislav Dubinsky
- Anton Manegin

Giocatori passati dalle qualificazioni:
- Mikhail Fufygin
- Sergej Krotjuk
- Mikhail Ledovskikh
- Aleksander Vasin

## Campioni

### Singolare
Michail Kukuškin ha battuto in finale  Illja Marčenko con il punteggio di 6–4, 6–2

### Doppio
Michail Elgin /  Aleksandr Kudrjavcev hanno battuto in finale  Aleksej Kedrjuk /  Denis Matsukevich con il punteggio di 4–6, 6–3, [10–6]